# Saulo Musoke
Saulo Musoke (* 1920 in Uganda; † 2011 in Ntinda) war ein ugandischer Politiker und vom 13. Mai 1980 bis zum 15. Dezember 1980 Mitglied der Präsidialkommission von Uganda.
Musoke besuchte von 1938 bis 1941 das King’s College Budo. Anschließend studierte er 1942/1943 am Makerere University College und 1944 an der Ibadan Forestry School in Nigeria. 1955 bis 1958 setzte er seine Studien an der University of London fort und erlangte den Abschluss Bachelor of Laws. 1959 wurde er Anwalt am Lincoln’s Inn. Später war er als Advokat und Richter in Uganda tätig.
Nachdem der Präsident Godfrey Binaisa gestürzt worden war, wurde für die Übergangszeit bis zur Wahl im Dezember 1980 eine Präsidentialkommission bestehend aus den Richtern Musoke und Polycarp Nyamuchoncho sowie Yoweri Hunter Wacha-Olwol geschaffen. Während ihrer siebenmonatigen Amtszeit übten sie alle präsidentiellen Aufgaben aus wie die Vereidigung neuer Minister, Empfang der Beglaubigungsschreiben neuer Gesandter und die Genehmigung der vom Übergangsparlament (National Consultative Council; NCC) beschlossenen Gesetze. Am 14. November 1980 lösten sie das NCC auf. Nachfolger der Präsidentialkommission wurde der frühere Präsident Milton Obote.
Musoke starb 2011 in Ntinda, Kampala, und wurde in Kikajjo begraben. Im gleichen Jahr hatten er und Wacha-Olwol ausstehende Leistungen (Pensionszahlungen, Personal, Unterkunft, ärztliche Versorgung etc.) eingefordert, die ehemaligen Präsidenten und ihren Angehörigen zustanden.